# Rumex hymenosepalus
Rumex hymenosepalus là một loài thực vật có hoa trong họ Rau răm. Loài này được Torr. miêu tả khoa học đầu tiên năm 1859.